# Thorpe By Water
Thorpe By Water är en civil parish i Storbritannien.   Den ligger i grevskapet och kommunen Rutland och riksdelen England, i den sydöstra delen av landet, 120 km norr om huvudstaden London.